# Hans Viksten
Hans Olof Viksten, född den 10 juli 1926 i Färila, Hälsingland, död den 29 december 1987 i Johannes församling i Stockholm, var en svensk målare, tecknare, skulptör, grafiker och poet. 

## Biografi
Hans Viksten var son till författaren Albert Viksten och Elisabeth Brolin, och bror till Sven Viksten. Från 1957 var han gift med journalisten Desy Kallberg (1915–2002).   
Viksten arbetade inom en rad olika yrken innan han 1958 bestämde sig för att bli konstnär. Han studerade vid Gerlesborgsskolans kursverksamhet i Bohuslän och Stockholm 1958–1960, och för Evert Lundquist och Lennart Rodhe vid Kungliga Konsthögskolan i Stockholm 1960–1965. Han tilldelades ett flertal stipendier under sin studietid, bland annat från Helge Ax:son Johnsons stiftelse 1961, W. Smiths fond 1962 och Söderbergs fond 1963. Han ställde ut separat på Galerie Burén i Stockholm 1964 där han kombinerade sin bildkonst med poetiska och musikaliska infall via en bandspelare. Därefter följde separatutställningar förutom i Stockholm bland annat i Ljusdal, Umeå och Färila. Han medverkade några gånger i Liljevalchs konsthalls Stockholmssalonger. Efter att han tilldelats ett stipendium från E. Bergs fond vid Konstakademien genomförde han 1966 en jordenruntresa tillsammans med hustrun och livskamraten Desy Kallberg, och passade då på att ställa ut sin konst i bland annat New Delhi.    

## Konstnären
Hans Vikstens konst består av porträtt, figurer och landskapsskildringar utförda i akryl, olja, akvarell, krita, kol, emalj, sgraffito och stucco lustro, samt mindre föremål i gips, trä och plast. Han benämns ofta som "fantasimålaren" med sina motiv inspirerande av Hälsinglands djupa skogar, blå åsar, sjöar och mystik. I hans delvis abstrakta, expressiva målningar och teckningar blir människor och djur till magiska tecken, ofta åtföljda av poetiska beskrivningar.
Han är representerad vid bland annat Nationalmuseum, Moderna museet, Norrköpings Konstmuseum, Länsmuseet Gävleborg, Helsingborgs museum  och Stedelijk Museum i Amsterdam. Han har utfört konstnärlig utsmyckning i Berwaldhallen, Sveriges Radios stora musikstudio i Stockholm, och han har gjort flera konstfilmer.
Under tio år från 1978 var han verksam som professor och lärare i måleri vid Kungliga Konsthögskolan i Stockholm.

## Poeten
Som poet utgav han 1966 den illustrerade diktsamlingen Dikter på liv och död. Därefter följde flera andra diktsamlingar, vissa postumt utgivna.    

## Annat
Filmaren, journalisten och författaren Jonas Sima producerade 1985 filmen Från mina sinnen om vännen Hans Viksten. Jonas Sima var också redaktör för boken Hans Viksten: Drömgångaren,  utgiven 2016 till minnesutställningen över Viksten på Hälsinglands museum Hudiksvall, och Kungliga Konstakademien, Stockholm, 2016.    
Hans Viksten avled till följd av cancer och är begravd på Norra begravningsplatsen utanför Stockholm.